# Eliza Joenck
Eliza Joenck Martins (Florianópolis, 1 de enero de 1982) es una modelo y actriz brasileña.

## Biografía
Su carrera en el modelaje inició a los 16 años cuando fue descubierta por Anderson Baumgartner, copropietario de la compañía Way Model. A partir de entonces empezó a recorrer Brasil y otros lugares del mundo realizando eventos y campañas publicitarias. Habiendo trabajado para marcas internacionales reconocidas como L'Oréal, Diesel, Fillity, Valisère, Bob Store, Amsterdam Sauer, Equus, Christian Dior, Audi, Victoria's Secret, entre otras, Martins se convirtió rápidamente en una de las modelos más cotizadas de su país. Estuvo en la portada de la revista Trip en 2008.
En 2007 actuó en la película If All Else Fails del director José Eduardo Belmonte, donde tuvo la oportunidad de interpretarse a ella misma.
Eliza también ganó notoriedad en la prensa brasileña por sus relaciones con algunos famosos como Bruno Gagliasso, Dado Dolabella, Kayky Brito, Jonatas Faro, Duda Nagle, Cauã Reymond y el empresario Philip Simon, exnovio de Ivete Sangalo y Luana Piovani. En 10 de diciembre de 2014 en una entrevista con el portal de noticias EGO, la supermodelo reveló que estaba saliendo con el actor estadounidense Leonardo DiCaprio.